# Василиса Премудрая
Василиса Премудрая (Василиса Прекрасная, Елена Прекрасная, Елена Премудрая, Марья-Искусница, Синеглазка, Ольга-Царевна, Марья Моревна) — героиня русских волшебных сказок, дарящая свою любовь главному герою, который побеждает Змея или Кощея. Её главными чертами являются: верность, заботливость и решительность. В большинстве сказок героиня — дочь морского царя, наделённая мудростью и способностью превращения.

## Типологические особенности
В русских народных сказках о т. н. чудесных невестах нередко наблюдается отклонение от патриархального стереотипа — Марья Моревна, Марья-Искусница, Елена Премудрая, Елена Прекрасная, Василиса Премудрая, Василиса Прекрасная, Царь-девица (дочь морского царя) — эти героини помимо красоты обладают большим умом и недюжинной физической силой в русских волшебных сказках: «Марья-Моревна — прекрасная королева», «Марья-искусница», «Елена-королевна и Иван-царевич», «Елена Прекрасная», «Василий-царевич и Елена Прекрасная», «Елена Премудрая», «Вещий сон», «Василиса Премудрая и морской царь», «Царевна-лягушка». Здесь видна гендерная конфигурация положительных «сильных» героинь и «слабых» героев. Героини любят мужчин материнской любовью — жалеют, воспитывают, спасают и даже жертвуют собой ради них. Однако «прекрасная девица» Елена Прекрасная или Василиса Прекрасная («Сказка об Иване-царевиче, жар-птице и о сером волке», «Жар-птица и Василиса-царевна», «Сивка-бурка», «По щучьему веленью») — довольно пассивна, наделена «красотой неписаной» и выступает желанным призом вместе с богатством, троном и признанием.
В образах Елены Прекрасной, Елены Премудрой, Василисы Прекрасной, Василисы Премудрой, Богатырки-Синеглазки выражен эстетический и нравственный идеал женщины в русской народной сказке.

## Сюжеты

### Василиса Прекрасная
Сказка рассказывает о купце, его дочке красавице и злой мачехе, которая пытается извести падчерицу. У Василисы была волшебная куколка, которая досталась ей от покойной матери. Эта кукла была её оберегом, помощницей и советчицей. Героиня проходит через множество испытаний, но не теряет своей доброты, за что в награду становится женой Царя.

### Морской царь и Василиса Премудрая
Царь путешествует по другим землям, а в это время дома у его царицы рождается сын Иван. Когда царь пьет воду из озера, морской царь хватает его за бороду и требует отдать то, чего тот «дома не знает». Царь соглашается. Лишь по приезде домой он понимает свою оплошность. Когда Иван-царевич становится взрослым, царь отводит его к озеру и велит искать будто бы потерянный им перстень. По совету старушки царевич заручается помощью дочери Морского царя Василисы Премудрой, которая в облике голубки (или уточки) прилетает на озеро со своими сестрами. Морской царь задаёт герою невыполнимые простым человеком задачи (за одну ночь вырастить рожь, построить церковь…), которые тот выполняет с помощью Василисы. Царевич и Василиса женятся и убегают из морского царства; в пути, спасаясь от погони, Василиса превращает себя и супруга в различные предметы. Вернувшись к своей семье, на радостях Иван забывает Василису, она напоминает о себе с помощью посланцев-голубок, они воссоединяются.

### Царевна-лягушка
У царя было три сына. Младшего звали Иван-царевич. Пришло время царевичам связать себя узами брака. Иван-Царевич вынужден жениться на лягушке, так как находит её в результате обряда (царевичи стреляли из луков наугад, куда стрела попадёт — там невесту и искать). Лягушка, в отличие от жён братьев Ивана Царевича, отлично справляется со всеми заданиями царя, своего свёкра, либо с помощью колдовства (в одной версии сказки), либо с помощью «мамок-нянек» (в другой). Когда царь приглашает Ивана с женой на пир, она приезжает в облике прекрасной девушки. Иван Царевич тайно сжигает лягушачью кожу жены, чем вынуждает её покинуть его. Иван отправляется на поиски, находит её у Кощея Бессмертного и освобождает свою жену.

### Жар-птица и царевна Василиса
У царя был слуга-стрелец, а у слуги — богатырский конь. Однажды слуга нашёл в лесу перо Жар-птицы и, несмотря на предупреждение коня, что перо принесёт несчастье, подобрал. Увидев перо, царь потребовал добыть саму Жар-птицу, а затем Василису-царевну (вариант — Царь-девицу), которая живёт «на краю света, где красное солнышко восходит» и плавает в золотой лодочке. Стрелец с помощью своего коня выполняет поручения. Царь хочет жениться на Василисе. Та требует исполнения различных задач, которые вместо царя выполняет стрелец. Последнее испытание — купание в кипятке — стрелец выдерживает благодаря коню, а царь, попытавшись сделать то же самое, гибнет. Василиса отдаёт свою руку стрельцу, которого избирают новым царём.

## В культуре
- «Василиса Прекрасная» (1939). В роли Василисы — Валентина Сорогожская.
- «Царевна-лягушка» (мультфильм, 1954). Роль Василисы озвучила Маргарита Куприянова.
- «Василиса Прекрасная» (пластинка ВСГ «Мелодия», 1968). Роль Василисы озвучила Ева Синельникова.
- «Варвара-краса, длинная коса» (1969) — фильм по мотивам сказки «Морской царь и Василиса Премудрая». В роли Варвары — Татьяна Клюева.
- «Сказка сказывается» (мультфильм, 1970). Роль Василисы озвучила Нина Гуляева.
- «Царевна-лягушка» (1971) — кукольный мультфильм-спектакль.
- «Молодильные яблоки» (мультфильм, 1974). Роль Синеглазки озвучила Юлиана Бугаева.
- «Василиса Прекрасная» (мультфильм, 1977). Роль озвучила Анна Каменкова.
- «Там, на неведомых дорожках…» (1982) — фильм по повести Эдуарда Успенского «Вниз по волшебной реке». В роли Василисы Премудрой — Татьяна Аксюта.
- «Синеглазка» (мультфильм, 1984). Роль озвучила Татьяна Шабельникова.
- «Как поймать перо Жар-Птицы» (мультфильм, 2007). Роль Елены Прекрасной озвучила Юлия Савичева.
- Иван Царевич и Серый волк (мультфильм, 2011). Роль Василисы озвучила Татьяна Бунина.
  - Иван Царевич и Серый волк 2 (мультфильм, 2013).
  - Иван Царевич и Серый волк 3 (мультфильм, 2015).
  - Иван Царевич и Серый волк 4 (мультфильм, 2019).
  - Иван Царевич и Серый волк 5 (мультфильм, 2022).
  - Иван Царевич и Серый волк 6 (мультфильм, 2024).
- «Кощей. Похититель невест» (мультфильм, 2022). Роль Василисы озвучила Наталия Колодяжная.